# Lombez
Lombez è un comune francese di 1 886 abitanti situato nel dipartimento del Gers nella regione dell'Occitania.
Il territorio comunale è bagnato dalle acque del fiume Save.

## Storia
Lombez fu la sede di un'abbazia benedettina creata nel IX secolo, dalla cui regola si distaccò nel XII secolo. La diocesi di Lombez fu eretta nel 1317 ma soppressa dal concordato del 1801 dopo essere stata di fatto abolita durante la rivoluzione francese; tra i suoi vescovi si ricorda in particolare dal 1328 al 1341 Giacomo Colonna, che vi ospitò Francesco Petrarca. Possiede una celebre cattedrale, dedicata a Santa Maria ed eretta nel XV secolo in stile gotico. Una lapide, a fianco del gran portone d'entrata, ricorda il soggiorno nella cittadina di Francesco Petrarca che ne fu canonico.

## Società

### Evoluzione demografica
Abitanti censiti